# Matthias Hamann
Matthias Hamann (* 10. Februar 1968 in Waldsassen) ist ein ehemaliger deutscher Fußballspieler und aktueller Fußballtrainer.

## Karriere

### Spieler
In Waldsassen geboren, in Konnersreuth aufgewachsen und – durch den Beruf des Vaters bedingt – 1976 nach München gelangt, spielte er von 1977 bis 1986 in der Jugendabteilung und bis 1988 in der Herrenmannschaft des Bayernligisten FC Wacker München, mit dem er 1987 in die Bayernliga, damals dritthöchste Spielklasse, aufgestiegen war. Danach wechselte er innerhalb der Bayernliga zu den Amateuren des FC Bayern München, 1988/89 zu den Profis. Dort kam er jedoch, im Gegensatz zu seinem jüngeren Bruder Dietmar in späteren Jahren, zu keinem Einsatz in der Bundesliga, aber einmal im DFB-Pokal-Wettbewerb. Am 24. September 1988 wurde er beim 4:0 im Zweitrundenspiel gegen den TuS Hoisdorf in Lübeck in der 82. Minute für Stefan Reuter eingewechselt.
Für zwei Spielzeiten war er danach für den SC Fortuna Köln in der 2. Bundesliga aktiv, bevor er 1990 für die SpVgg Unterhaching spielte und mit ihr 1992 Meister der Bayernliga wurde. Von 1992 bis 1994 war er in der Oberliga Südwest, der damals dritthöchsten Spielklasse, bei Eintracht Trier unter Vertrag. Mit dem Gewinn der Südwest-Meisterschaft 1994 verabschiedete sich Hamann zum 1. FC Kaiserslautern, wo er in zwei Spielzeiten zu 28 Einsätzen und einem Treffer kam. Von 1996 bis 1998 war er – ebenfalls für zwei Jahre – beim TSV 1860 München unter Vertrag. Nach einem Intermezzo in der Schweiz bei Neuchâtel Xamax spielte er ab 1998 wieder in der 2. Bundesliga, zunächst zwei Jahre für Tennis Borussia Berlin, dann ebenso lange bei LR Ahlen. Seine Spielerkarriere ließ er 2004 nach zwei Spielzeiten beim oberösterreichischen Linzer Fußballklub LASK ausklingen.

### Trainer
2004/05 begann seine Trainer-Karriere in der Verbandsliga Südwest beim TuS Hohenecken. Von 2005 bis zum 10. Mai 2008 war er 99 Spiele lang Trainer des KSV Hessen Kassel, mit dem er 2006 aus der Oberliga in die Regionalliga Süd aufstieg und als Neuling den 10. Tabellenplatz belegte; Mitte 2008 wurde er dort entlassen.
Am 12. Juni 2009 kehrte Hamann als Trainer zum LASK zurück. Nach Unstimmigkeiten mit dem dortigen Präsidenten wurde er am 3. Februar 2010 wieder entlassen.
Ab Januar 2012 war Hamann bei der United States Soccer Federation angestellt, wo er Jürgen Klinsmann, Trainer der US-amerikanischen Nationalmannschaft, unterstützen sollte. Er war für die Spielerbeobachtung in Europa zuständig. Im November 2016 wurde er gemeinsam mit Klinsmann freigestellt.
Im Sommer 2017 übernahm Hamann, der in Kassel lebt, eine Aufgabe im Scoutingbereich von Eintracht Frankfurt, wo er vornehmlich für die Vereinigten Staaten und England zuständig ist.